# Carioca (stacja metra)
Carioca – stacja metra w Rio de Janeiro, w dzielnicy Centro, na linii 1 i 2. Zlokalizowana jest pomiędzy stacjami Cinelândia i Uruguaiana. Została otwarta w styczniu 1981.